# North American Soccer League 2013
Die North American Soccer League 2013 war die dritte North-American-Soccer-League-Saison. Sie begann am 6. April 2013 mit dem ersten Spieltag der Spring Season und endete im November 2013 mit dem Finalspiel um die Meisterschaft, das New York Cosmos gewann.

## Wettbewerbsformat
Das Format des Wettbewerbs bleibt im Vergleich zu den ersten zwei Spielzeiten nicht unverändert. Anfang September 2012 stimmte die NASL mit großer Mehrheit einer Wettbewerbsreform für die Saison 2013 zu. In den ersten zwei Spielzeiten musste eine Mannschaft in der Regular Season je einmal ein Heim- und Auswärtsspiel gegen jede andere Mannschaft absolvieren und die sechs besten Mannschaften spielten in den Play-offs den Meistertitel aus. Ab der Saison 2013 werden in einem Jahr zwei eigenständige halbjährige Wettbewerbe ausgetragen: die Spring Season im ersten Halbjahr und die Fall Season im zweiten Halbjahr. Dabei muss wie früher in der Regular Season jede Mannschaft in einem Heim- und Auswärtsspiel gegen die anderen Mannschaften antreten. Die beiden Meister der zwei halbjährigen Wettbewerbe treffen nach Beendigung der Fall Season in einem Finalspiel aufeinander, in dem der Meister der Saison 2013 ermittelt wird. Das Finalspiel findet im Stadion des Meisters der Spring Season statt. Sollte ein und dieselbe Mannschaft beide halbjährigen Wettbewerbe gewinnen, so tritt diese gegen die Mannschaft an, die im gesamten Jahr insgesamt die zweitmeisten Punkte gesammelt hat.
Die dritte Saison sollte im Gegensatz zur Vorsaison mit neun Mannschaften starten. Neues Mitglied der NASL sollte New York Cosmos werden. Anfang Dezember 2012 erklärte das Franchise jedoch, dass die Mannschaft erst in der Fall Season 2013 antreten wird. Knapp drei Wochen später gab auch der Klub Puerto Rico Islanders FC bekannt, dass dieser erst wieder in der Fall Season 2013 an der NASL teilnehmen und in der Spring Season 2013 pausieren wird. Als Begründung nannte der Klub die Reorganisation der Geschäftstätigkeit. Im Februar 2013 wurde bekanntgegeben, dass die Islanders auch die Fall Season 2013 pausieren und erst 2014 wieder am Spielbetrieb teilnehmen werden. Somit werden an der Spring Season 2013 nur sieben, an der Fall Season 2013 jedoch acht Franchise teilnehmen.

## Spring Season
Die Spring Season beginnt am 6. April 2013 mit dem ersten Spieltag und endet am 4. Juli 2013 mit dem 12. Spieltag.

### Mannschaften
| Mannschaft               | Stadion                  | Kapazität | Gegründet | Eintritt | Trainer       |
| ------------------------ | ------------------------ | --------- | --------- | -------- | ------------- |
| Fort Lauderdale Strikers | Lockhart Stadium         | 20.450    | 2005      | 2011     | Daryl Shore   |
| Carolina RailHawks       | WakeMed Soccer Park      | 10.000    | 2006      | 2011     | Colin Clarke  |
| Minnesota United         | National Sports Center   | 08.500    | 2009      | 2011     | Manny Lagos   |
| San Antonio Scorpions    | Toyota Field             | 08.000    | 2010      | 2012     | Tim Hankinson |
| Tampa Bay Rowdies        | Progress Energy Park     | 07.227    | 2008      | 2011     | Ricky Hill    |
| Atlanta Silverbacks      | Atlanta Silverbacks Park | 05.000    | 1998      | 2011     | Brian Haynes  |
| FC Edmonton              | Clarke Stadium           | 01.200    | 2009      | 2011     | Colin Miller  |

### Tabelle
| Pl. | Verein                   | Sp. | S | U | N | Tore    | Diff. | Punkte |
| --- | ------------------------ | --- | - | - | - | ------- | ----- | ------ |
| 1.  | Atlanta Silverbacks      | 12  | 6 | 3 | 3 | 020:150 | +5    | 21     |
| 2.  | Carolina RailHawks       | 12  | 5 | 5 | 2 | 020:160 | +4    | 20     |
| 3.  | San Antonio Scorpions    | 12  | 6 | 2 | 4 | 019:150 | +4    | 20     |
| 4.  | Tampa Bay Rowdies        | 12  | 5 | 3 | 4 | 021:160 | +5    | 18     |
| 5.  | FC Edmonton              | 12  | 3 | 5 | 4 | 013:120 | +1    | 14     |
| 6.  | Minnesota United         | 12  | 4 | 2 | 6 | 018:230 | −5    | 14     |
| 7.  | Fort Lauderdale Strikers | 12  | 2 | 2 | 8 | 010:240 | −14   | 08     |

### Kreuztabelle
Die Kreuztabelle stellt die Ergebnisse aller Spiele dieser Spring Season dar. Die Heimmannschaft ist in der linken Spalte, die Gastmannschaft in der oberen Zeile aufgelistet.
| Spring Season 2013       | Atlanta Silverbacks |     | FC Edmonton | Fort Lauderdale Strikers |     |     | Tampa Bay Rowdies |
| ------------------------ | ------------------- | --- | ----------- | ------------------------ | --- | --- | ----------------- |
| Atlanta Silverbacks      |                     | 2:0 | 1:1         | 2:0                      | 2:3 | 1:0 | 1:2               |
| Carolina RailHawks       | 1:1                 |     | 2:1         | 3:1                      | 3:2 | 5:2 | 2:1               |
| FC Edmonton              | 3:0                 | 1:1 |             | 0:1                      | 3:1 | 1:0 | 0:0               |
| Fort Lauderdale Strikers | 0:1                 | 1:1 | 1:1         |                          | 2:1 | 1:4 | 1:2               |
| Minnesota United         | 0:3                 | 2:2 | 2:0         | 2:1                      |     | 0:0 | 2:3               |
| San Antonio Scorpions    | 2:2                 | 2:0 | 2:1         | 3:1                      | 2:0 |     | 0:2               |
| Tampa Bay Rowdies        | 3:4                 | 0:0 | 1:1         | 4:0                      | 2:3 | 1:2 |                   |

### Torschützenliste
Bei gleicher Anzahl von Treffern sind die Spieler alphabetisch nach Nachnamen bzw. Künstlernamen geordnet.
| Pl.                 | Nat.               | Spieler               | Verein                | Tore |
| ------------------- | ------------------ | --------------------- | --------------------- | ---- |
| 1.                  | Niederlande        | Hans Denissen         | San Antonio Scorpions | 8    |
| 1                   | Vereinigte Staaten | Brian Shriver         | Carolina RailHawks    | 8    |
| 3.                  | Italien            | Simone Bracalello     | Minnesota United      | 5    |
| 3                   | Bulgarien          | Georgi Christow       | Tampa Bay Rowdies     | 5    |
| 3                   | Mexiko             | Rubén Luna            | Atlanta Silverbacks   | 5    |
| 6.                  | Brasilien          | Pablo Campos          | Minnesota United      | 4    |
| 2                   | England            | Luke Mulholland       | Tampa Bay Rowdies     | 4    |
| 8.                  | Kanada             | Michael Cox           | FC Edmonton           | 3    |
| 8                   | Brasilien          | Pedro Ferreira-Mendes | Atlanta Silverbacks   | 3    |
| 8                   | Nordirland         | Daryl Fordyce         | FC Edmonton           | 3    |
| 8                   | Vereinigte Staaten | Floyd Franks          | Carolina RailHawks    | 3    |
| 8                   | Vereinigte Staaten | Keith Savage          | Tampa Bay Rowdies     | 3    |
| Stand: 4. Juli 2013 |                    |                       |                       |      |

## Fall Season
Die Fall Season begann am 3. August 2013 mit dem ersten Spieltag und endete am 2. November 2013 mit dem 14. Spieltag.

### Mannschaften
| Mannschaft               | Stadion                  | Kapazität | Gegründet | Eintritt         | Trainer           |
| ------------------------ | ------------------------ | --------- | --------- | ---------------- | ----------------- |
| Fort Lauderdale Strikers | Lockhart Stadium         | 20.450    | 2005      | 2011             | Daryl Shore       |
| New York Cosmos          | James M. Shuart Stadium  | 15.000    | 2010      | Fall Season 2013 | Giovanni Savarese |
| Carolina RailHawks       | WakeMed Soccer Park      | 10.000    | 2006      | 2011             | Colin Clarke      |
| Minnesota United         | National Sports Center   | 08.500    | 2009      | 2011             | Manny Lagos       |
| San Antonio Scorpions    | Toyota Field             | 08.000    | 2010      | 2012             | Tim Hankinson     |
| Tampa Bay Rowdies        | Progress Energy Park     | 07.227    | 2008      | 2011             | Ricky Hill        |
| Atlanta Silverbacks      | Atlanta Silverbacks Park | 05.000    | 1998      | 2011             | Brian Haynes      |
| FC Edmonton              | Clarke Stadium           | 01.200    | 2009      | 2011             | Colin Miller      |

### Tabelle
| Pl. | Verein                   | Sp. | S | U | N  | Tore    | Diff. | Punkte |
| --- | ------------------------ | --- | - | - | -- | ------- | ----- | ------ |
| 1.  | New York Cosmos          | 14  | 9 | 4 | 1  | 022:120 | +10   | 31     |
| 2.  | Carolina RailHawks       | 14  | 7 | 2 | 5  | 021:160 | +5    | 23     |
| 3.  | Tampa Bay Rowdies        | 14  | 5 | 5 | 4  | 030:270 | +3    | 20     |
| 4.  | Minnesota United         | 14  | 6 | 2 | 6  | 021:190 | +2    | 20     |
| 5.  | Fort Lauderdale Strikers | 14  | 5 | 3 | 6  | 018:200 | −2    | 18     |
| 6.  | FC Edmonton              | 14  | 3 | 7 | 4  | 013:140 | −1    | 16     |
| 7.  | Atlanta Silverbacks      | 14  | 4 | 4 | 6  | 014:220 | −8    | 16     |
| 8.  | San Antonio Scorpions    | 14  | 3 | 1 | 10 | 015:240 | −9    | 10     |

### Kreuztabelle
Die Kreuztabelle stellt die Ergebnisse aller Spiele dieser Spring Season dar. Die Heimmannschaft ist in der linken Spalte, die Gastmannschaft in der oberen Zeile aufgelistet.
| Fall Season 2013         | Atlanta Silverbacks |     | FC Edmonton | Fort Lauderdale Strikers |     | New York Cosmos |     | Tampa Bay Rowdies |
| ------------------------ | ------------------- | --- | ----------- | ------------------------ | --- | --------------- | --- | ----------------- |
| Atlanta Silverbacks      |                     | 1:1 | 1:0         | 0:1                      | 3:1 | 0:1             | 2:1 | 1:1               |
| Carolina RailHawks       | 4:0                 |     | 1:0         | 2:0                      | 1:0 | 3:0             | 2:1 | 2:2               |
| FC Edmonton              | 1:1                 | 2:1 |             | 1:1                      | 1:2 | 1:1             | 1:0 | 2:1               |
| Fort Lauderdale Strikers | 6:2                 | 1:0 | 1:1         |                          | 1:3 | 0:2             | 0:0 | 2:1               |
| Minnesota United         | 0:1                 | 0:1 | 1:1         | 3:1                      |     | 0:1             | 1:0 | 1:1               |
| New York Cosmos          | 1:1                 | 4:0 | 1:1         | 1:0                      | 1:0 |                 | 2:1 | 4:3               |
| San Antonio Scorpions    | 1:0                 | 2:1 | 1:0         | 1:2                      | 2:3 | 1:2             |     | 4:7               |
| Tampa Bay Rowdies        | 3:1                 | 3:2 | 1:1         | 2:1                      | 4:6 | 0:0             | 1:0 |                   |

## Finalspiel
| Atlanta Silverbacks                                                         | Atlanta Silverbacks | New York Cosmos | New York Cosmos |
| --------------------------------------------------------------------------- | --- | --- | --------------- |
| Atlanta Silverbacks                                                         | \| 9. November 2013 um 19:30 Uhr (EDT) in Chamblee (Atlanta Silverbacks Park,) \| \| Ergebnis: 0:1 (0:0) \| \| Zuschauer: 7.211 \| \| Schiedsrichter: Edvin Jurisevic \|                                                                       | \| 9. November 2013 um 19:30 Uhr (EDT) in Chamblee (Atlanta Silverbacks Park,) \| \| Ergebnis: 0:1 (0:0) \| \| Zuschauer: 7.211 \| \| Schiedsrichter: Edvin Jurisevic \|                                                                                             | New York Cosmos |
| Atlanta Silverbacks                                                         | Joe Nasco – Shane Moroney (88. Horace James), Beto Navarro, Bobby Reiss, Mike Randolph – Borfor Carr (57. Pablo Cruz), Richard Menjivar , Lucas Paulini, Danny Barrera – Pedro Mendes, Brad Stisser (82. Rubén Luna) Cheftrainer: Brian Haynes | Kyle Reynish – Hunter Freeman, Carlos Mendes , Rovérsio, Ayoze García – Diomar Díaz, Marcos Senna, Danny Szetela, Sebastián Guenzatti (86. Joseph Nane) – Paulo Mendes (90.+5' Dane Murphy), Stefan Dimitrow (77. Alessandro Noselli) Cheftrainer: Giovanni Savarese | New York Cosmos |
| Atlanta Silverbacks                                                         | 0:1 Marcos Senna (50.) | | New York Cosmos |
| Atlanta Silverbacks                                                         | Borfor Carr (42.), Beto Navarro (82.) | Danny Szetela (11.), Hunter Freeman (45.+1') | New York Cosmos |
| 9. November 2013 um 19:30 Uhr (EDT) in Chamblee (Atlanta Silverbacks Park,) | | |                 |
| Ergebnis: 0:1 (0:0)                                                         | | |                 |
| Zuschauer: 7.211                                                            | | |                 |
| Schiedsrichter: Edvin Jurisevic                                             | | |                 |